# Heerenveen (gemeente)

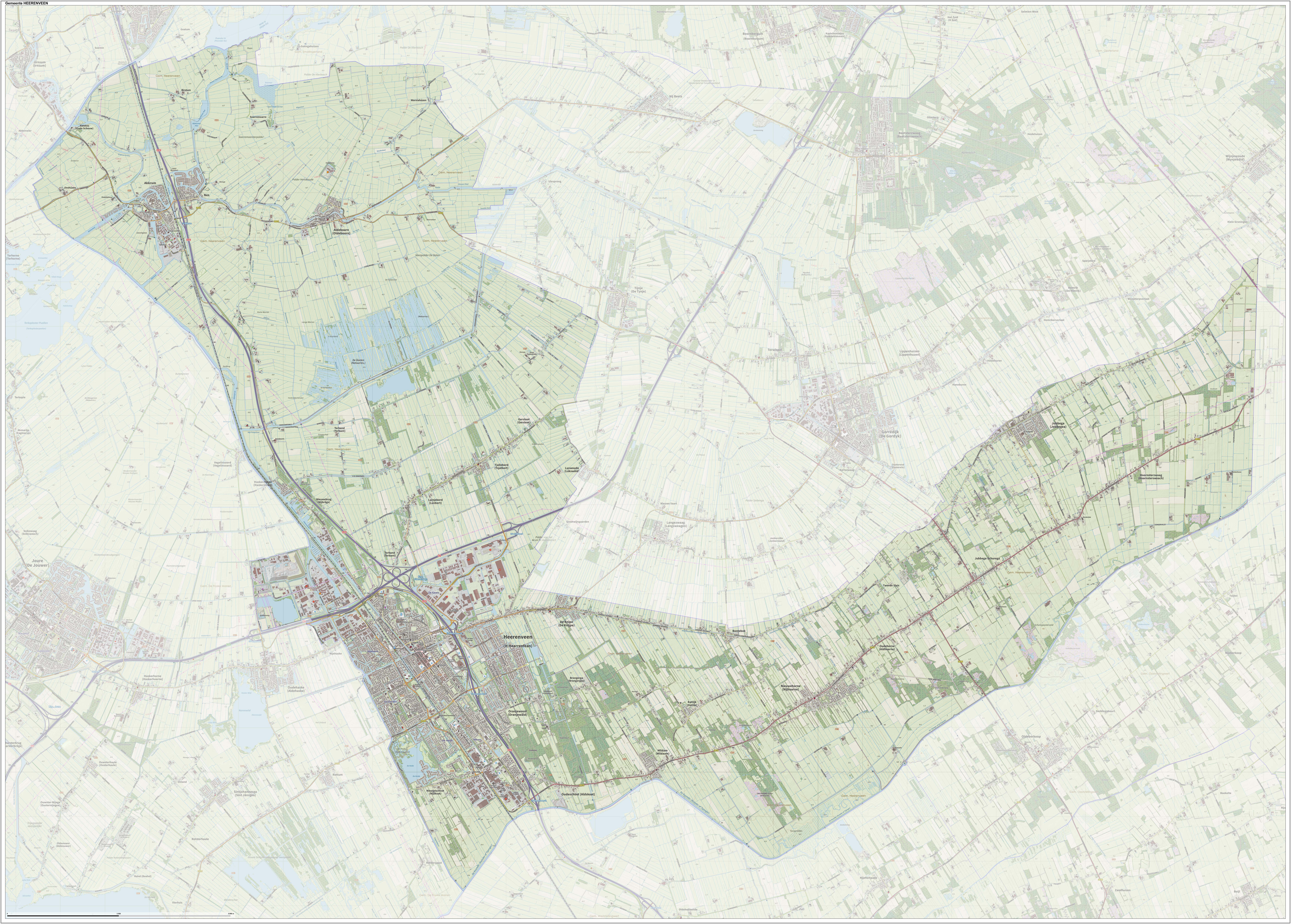
Topografische gemeentekaart van Heerenveen, september 2023

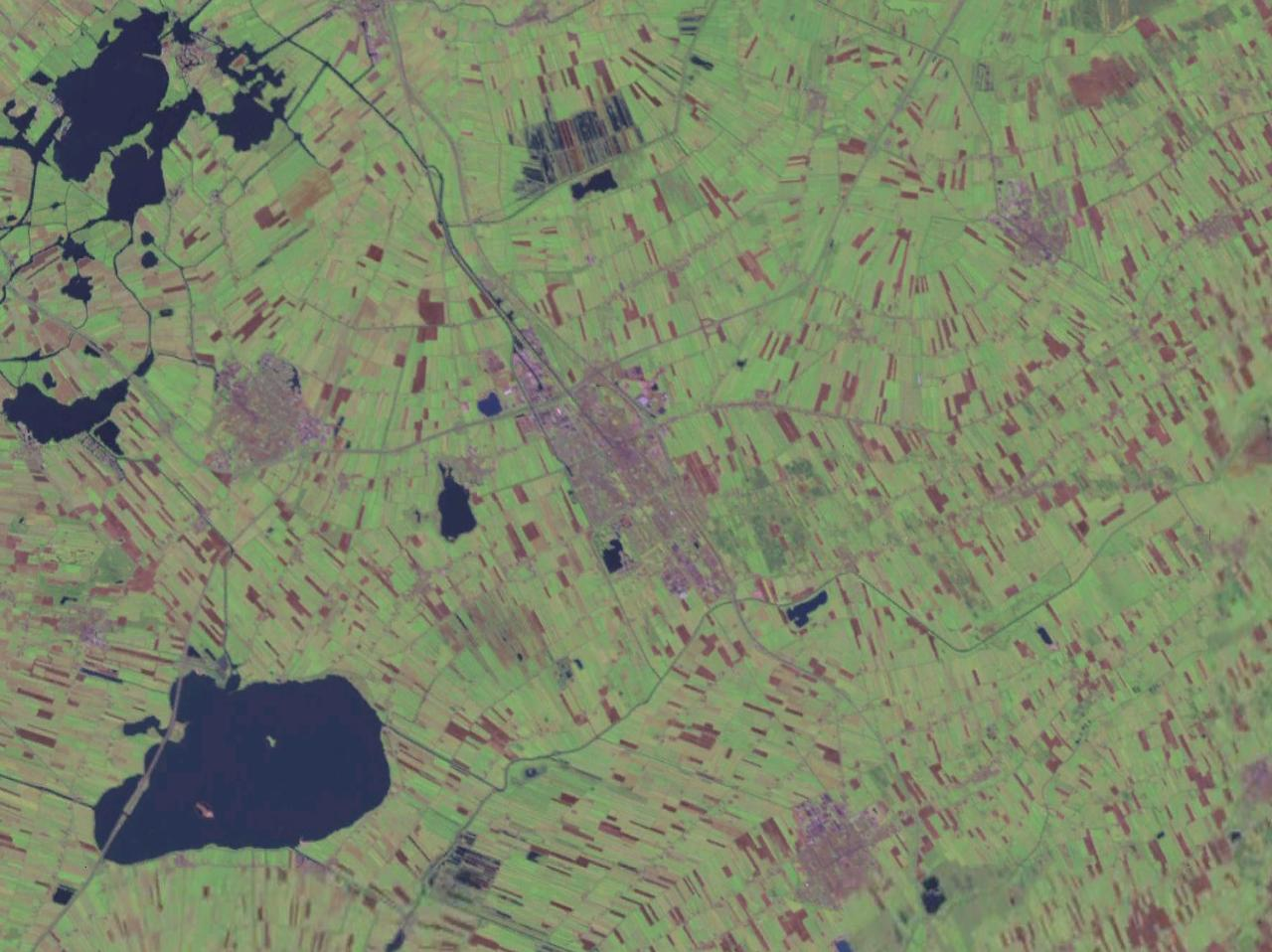
Heerenveen vanuit de ruimte gezien

Heerenveen (uitspraakⓘ) (Fries: It Hearrenfean (uitspraakⓘ), Stellingwerfs: et Vene) is een gemeente in de Nederlandse provincie Friesland. De gemeente Heerenveen telt 51.787 inwoners (per 22 november 2024, bron: CBS)*, waarvan ongeveer 30.680 in de hoofdplaats Heerenveen. In mei 2014 werd de 50.000e inwoner geregistreerd.

## Geschiedenis
In 1551 ondertekenden de ‘heeren’ Van Dekema, Van Cuyck en Foeyts de oprichtingsakte van de Schoterlandse Veencompagnie, de op een na oudste Naamloze Vennootschap van Nederland. De oprichtingsakte van de oudste Nederlandse hoogveenkolonie is in feite de geboorteakte van Heerenveen.
Voor het vervoer van de afgegraven turf lieten de ‘heeren van ’t veen’ de Schoterlandse Compagnonsvaart en de Heeresloot graven. Het vaarwater werd gekruist door de verbinding Zwolle-Leeuwarden. De combinatie van kruising van wegen en waterwegen en de voortvarendheid waarmee de ‘heeren van ‘t veen’ activiteiten ontwikkelden, liggen ten grondslag aan het ontstaan van Heerenveen. Op zo’n plaats ontstond vaak een concentratie van middenstand en handel, wat voor woningzoekenden en ondernemers weer aanleiding was om zich daar in de buurt te vestigen. En zo dus ook in Heerenveen. In de negentiende eeuw groeide de nederzetting uit tot een plaats met veel patriciërs, deftige burgers en middenstand, oftewel het ‘Friese Haagje’.

### Samenvoeging met omliggende gemeenten
Heerenveen lag niet alleen op een kruispunt van wegen en waterwegen, maar ook op de grens van drie gemeenten: Aengwirden, Schoterland en Haskerland, de huidige buurgemeente De Fryske Marren. Deze situatie stond de ontwikkeling van de plaats lange tijd in de weg. Samenvoegen was het beste en dat gebeurde uiteindelijk ook, maar hieraan ging een eeuwenlange discussie vooraf. De plek waar de drie gemeenten elkaar raakten werd gemarkeerd door de grensleeuw. Pas op 1 juli 1934 vond de herindeling van gemeenten plaats en vormden de gemeenten Aengwirden en Schoterland samen met een klein stukje van Haskerland de gemeente Heerenveen, met Heerenveen als hoofdplaats.
Van 1 januari 1812 tot 1 oktober 1816 bestond er eveneens een gemeente Heerenveen, bestaande uit Heerenveen, Terband en Het Meer. In 1816 werden de grietenijen van voor 1812 hersteld. Hierbij is Heerenveen gesplitst naar Aengwirden en Schoterland.
Per 1 januari 2014 werd de nieuwe gemeente Heerenveen ingesteld, bestaande uit het grondgebied van de opgeheven oude gemeente Heerenveen uitgebreid met de dorpen Nieuwebrug en Haskerdijken van de gemeente Skarsterlân en het zuidelijk deel van de per 1 januari 2014 opgeheven gemeente Boornsterhem (Akkrum, Nes en Oldeboorn). De nieuwe gemeente had bij aanvang net iets minder dan 50.000 inwoners.

## Kernen
De gemeente Heerenveen telt 21 officiële kernen, waarvan de plaats Heerenveen verreweg de grootste is. De Nederlandse namen zijn de officiële, met uitzondering van Aldeboarn (Oldeboorn) en De Knipe (De Knijpe).

### Dorpen
Aantal inwoners per kerngebied * op 1 januari 2023:
Bron: CBS
* Kerngebied: de woonkern en het bijbehorende omliggende gebied buiten de bebouwde kom. Gegevens per woonkern zijn niet beschikbaar.

** Inclusief Schurega

*** incluis het dorp Gersloot-Polder

### Andere kernen
Naast deze officiële kernen bevinden zich in de gemeente de volgende kernen, voornamelijk buurtschappen:
| - Anneburen (Annebuorren) - Birstum (Burstum) - Gersloot-Polder (Gersleat-Polder) - Brongerga (Brongergea) - Henshuizen (Jinshúzen) - Meskenwier | - Oosterboorn (Easterboarn) - Oude Schouw (Aldskou) - Pean - Poppenhuizen (Poppenhuzen) - Schurega (Skuorregea) | - Sorremorre (Soarremoarre) - Spitsendijk (Spitsendyk) - Sythuizen (Sythuzen) - Warniahuizen (Warniahuzen) - Welgelegen (deels) |

## Bevolkingsgroei
Het inwonertal van de gemeente Heerenveen is bijna voortdurend gegroeid, alleen in 2013 was er sprake van een lichte daling. De bevolkingsgroei sinds 2014 is mede het gevolg van de herindeling.
- 1960 - 25.844
- 1970 - 31.434
- 1980 - 36.729
- 1990 - 37.930
- 2000 - 40.437
- 2010 - 43.418
- 2011 - 43.454
- 2012 - 43.514
- 2013 - 43.323
- 2014 - 49.900
- 2016 - 50.175
- 2017 - 52.229
- 2018 - 53.302
- 2019 - 50.257
- 2022 - 51.136
- 2024 - 51.794

## Gemeentehuis

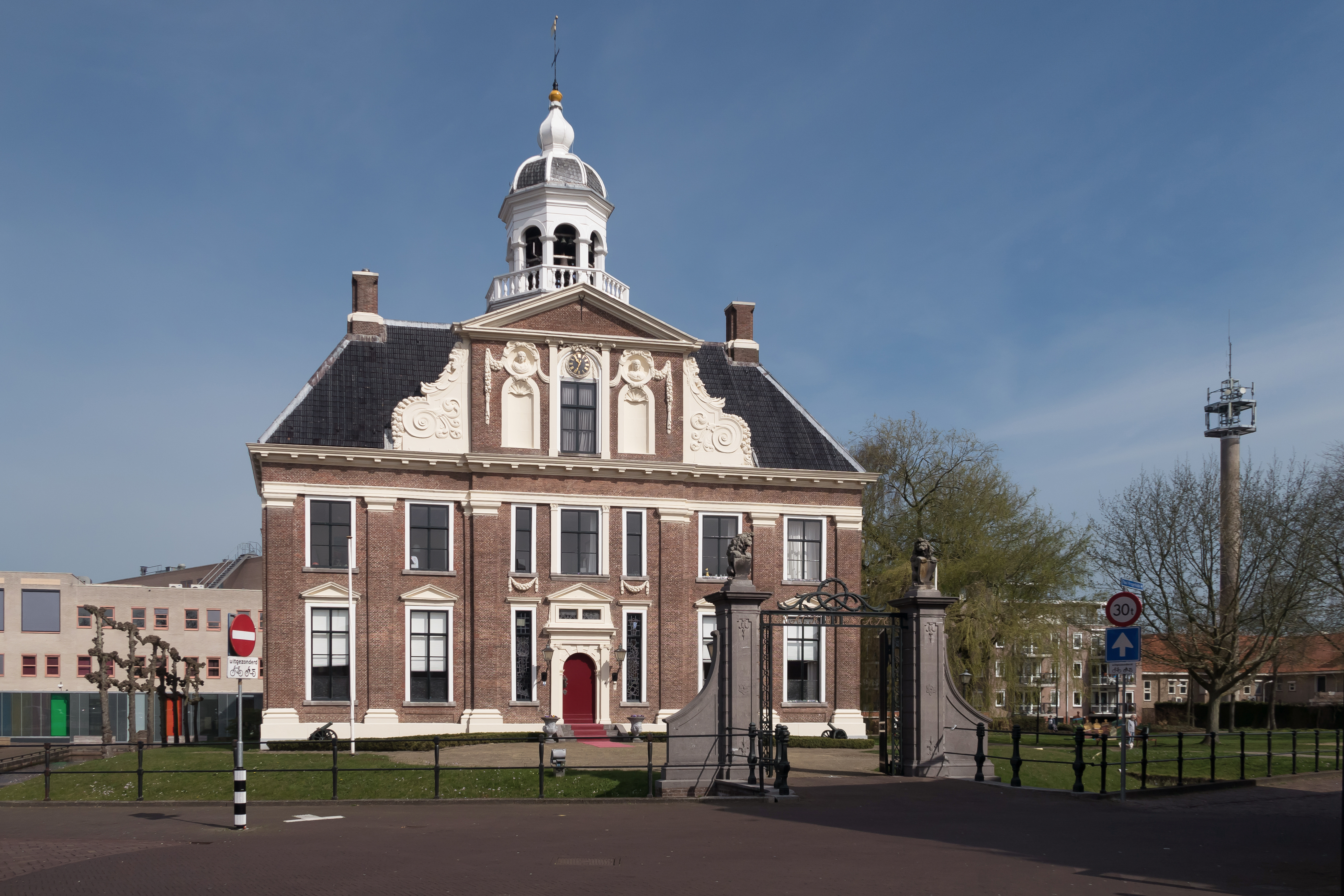
Crackstate

In 1934 werd Oenemastate het gemeentehuis van Heerenveen. In 1952 werd dit Crackstate. In de 1993 volgde nieuwbouw en is een nieuw gemeentehuis met de ingang aan de K.R. Poststraat verbonden met het monumentale pand. In 2007 werd het gemeentehuis opnieuw verbouwd. Het publiekscentrum kreeg toen een ingang aan het Crackplein.
In het historische Crackstate zetelen onder meer burgemeester en wethouders. De ‘achter groote sael’ fungeert als trouwzaal.
Het statige huis is in 1648 als woonhuis gebouwd door grietman Johannes Sytzes Crack. Hij liet het huis bouwen op de plaats waar zijn voorvader vermoedelijk in 1608 al een state bouwde: de eerste Crackstate. In het nieuwe Crackstate zitten delen van de oude state verwerkt. Tot 1833 deed het dienst als woonhuis voor opeenvolgende geslachten van de familie Crack. In dat jaar kreeg de rijksoverheid het gebouw in handen. Eerst werd het een 'Regtbank van eersten aanleg' in het ‘Vrede-gerecht’ en een ‘Huis van Arrest’. Voor het ‘Huis van Arrest’ werd later een afzonderlijke gevangenis achter Crackstate gebouwd. Toen de rechtbank in 1923 werd opgeheven, bleef de kantonrechter (de voormalige Vrederechter) in Crackstate zitting houden. In de Tweede Wereldoorlog oefende de bezetter een waar schrikbewind uit in de gevangenis. Meer dan zestig Nederlanders overleefden hun verblijf in de gevangenis niet.

#### Carillon van Crackstate
Bijzonder is het koepeltje op Crackstate. Waarschijnlijk deed de decoratieve toren dienst als uitkijkpost om de landerijen rondom de state in de gaten te houden. In 1962 werd een beiaard van 37 klokken in de koepel geplaatst. In 1985 is het carillon gereviseerd en zijn de zeventien klokken vervangen. Het carillon kan zowel mechanisch als handmatig worden bespeeld. De Stichting Carillon Crackstate beheert het carillon.

## Politiek
De gemeenteraad van Heerenveen bestaat sinds 2018 uit 31 zetels. Hieronder de behaalde zetels per partij bij de gemeenteraadsverkiezingen sinds 1994:
| Partij                      | 1994 | 1998 | 2002 | 2006 | 2010 | 2013   | 2018 | 2022 |
| --------------------------- | ---- | ---- | ---- | ---- | ---- | ------ | ---- | ---- |
| PvdA                        | 7    | 8    | 7    | 12   | 8    | 8      | 6    | 7    |
| VVD                         | 4    | 4    | 5    | 4    | 4    | 4      | 5    | 4    |
| FNP                         | 1    | 1    | 1    | 1    | 2    | 3      | 3    | 3    |
| Heerenveen Lokaal           | -    | -    | -    | -    | -    | -      | -    | 3    |
| GroenLinks                  | 2    | 3    | 2    | 2    | 2    | 1      | 3    | 3    |
| CDA                         | 5    | 4    | 5    | 4    | 3    | 4      | 5    | 3    |
| D66                         | 4    | 1    | 1    | -    | 2    | 3      | 2    | 3    |
| SP                          | -    | -    | 1    | -    | -    | -      | 2    | 2    |
| Gemeentebelangen Heerenveen | -    | -    | -    | 2    | 4    | 3      | 3    | 2    |
| ChristenUnie*               | -    | 1    | 1    | 2    | 2    | 2      | 1    | 1    |
| Lijst 9                     | -    | -    | -    | -    | -    | -      | 1    | -    |
| Leefbaar Heerenveen         | 2    | 3    | 4    | -    | -    | 1      | -    | -    |
| Totaal                      | 25   | 25   | 27   | 27   | 27   | 29     | 31   | 31   |
| Opkomst                     |      |      |      |      |      | 45,95% |      |      |

- De ChristenUnie werd in 1998 vertegenwoordigd door haar voorgangers het GPV en de RPF.

### College 2022-2026
Het college van burgemeester en wethouders van Heerenveen bestaat in de zittingsperiode van 2022-2026 uit een coalitie van PvdA, CDA, VVD en GroenLinks. Deze partijen bezitten samen 17 van de 31 zetels in de gemeenteraad.
De burgemeester en wethouders zijn:
- Avine Fokkens-Kelder (VVD) burgemeester. Portefeuilles: openbare orde en veiligheid, bestuurlijke zaken en coördinatie, lobby, integriteit.
- Hedwich Rinkes (CDA) wethouder. Portefeuilles: cultuur en Frysk, recreatie en toerisme, economische zaken, circulaire economie, grondbedrijf, financiën, belastingen, juridische zaken, 2e locoburgemeester
- Jelle Zoetendal (PvdA) wethouder. Portefeuilles: volkshuisvesting, energietransitie, onderwijshuisvesting, bereikbaarheid, verkeer en vervoer, regionale samenwerking, handhaving, 1e locoburgemeester
- Rolie Tromp (VVD) wethouder. Portefeuilles: dienstverlening en burgerzaken, vergunningverlening en toezicht, integraal beheer openbare ruimte, afval, ruimtelijke ontwikkeling, personeel en organisatie, ICT, 5e locoburgemeester
- Gerrie Rozema (GroenLinks) wethouder. Portefeuilles: klimaatadaptie, bodem, water, biodiversiteit, opvoeden en opgroeien, integratie en inclusie, huisvesting gemeentelijke gebouwen, accommodaties, 4e locoburgemeester
- Sybrig Sytsma (PvdA) wethouder. Portefeuilles: welzijn, zorg en meedoen, gezondheid, sport en bewegen, omgevingsvisie, centrumontwikkeling, landschap, werk en inkomen, 3e locoburgemeester

## Millennium/Fairtrade Gemeente

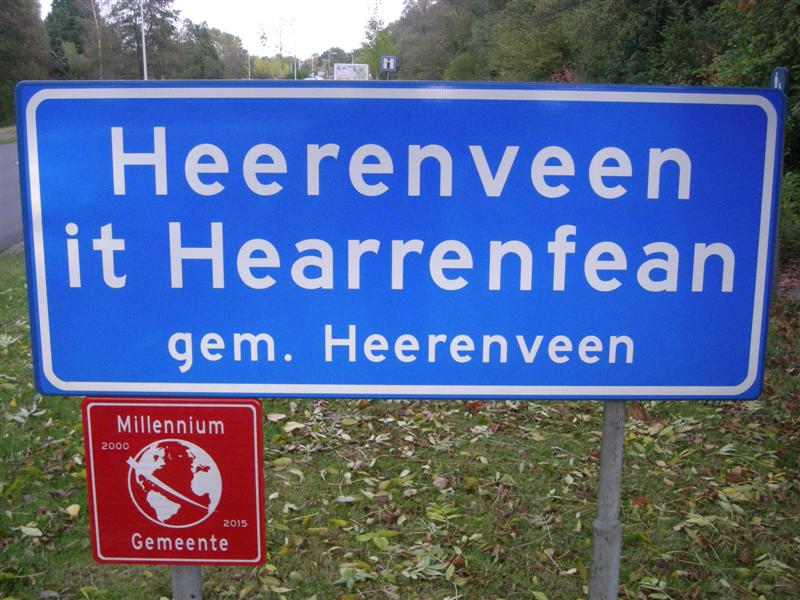
Bord Millennium Gemeente Heerenveen

De gemeente Heerenveen is sinds 2007 ook Millennium Gemeente. Dit wordt onder andere kenbaar gemaakt door borden aan de toegangswegen bij de gemeentegrens. Sinds 2017 is de gemeente Heerenveen ook een Fairtrade gemeente.

## Aangrenzende gemeenten
| Aangrenzende gemeenten | Aangrenzende gemeenten | Aangrenzende gemeenten | Aangrenzende gemeenten | Aangrenzende gemeenten |
| ---------------------- | ---------------------- | ---------------------- | ---------------------- | ---------------------- |
|                        |                        | Leeuwarden             |                        | Smallingerland         |
|                        |                        |                        |                        |                        |
|                        | Opsterland             |                        |                        |                        |
|                        |                        |                        |                        |                        |
|                        |                        | Weststellingwerf       |                        | Ooststellingwerf       |

## Monumenten
In de gemeente zijn er een aantal rijksmonumenten, gemeentelijke monumenten, en oorlogsmonumenten, zie:
- Lijst van rijksmonumenten in Heerenveen (gemeente)
- Lijst van gemeentelijke monumenten in Heerenveen (gemeente)
- Lijst van oorlogsmonumenten in Heerenveen

Dorpen: Akkrum · Bontebok · De Knipe · Gersloot · Gersloot-Polder · Haskerdijken · Heerenveen · Hoornsterzwaag · Jubbega · Katlijk · Luinjeberd · Mildam · Nes · Nieuwebrug · Nieuwehorne · Nieuweschoot · Oldeboorn · Oranjewoud · Oudehorne · Oudeschoot · Terband · Tjalleberd

Buurtschappen: Anneburen · Birstum · Brongerga · Henshuizen · Meskenwier · Oosterboorn · Oude Schouw (deels) · Pean · Poppenhuizen · Schurega · Sorremorre · Spitsendijk · Sythuizen · Warniahuizen · Welgelegen (deels)

Friesland: Steden en dorpen      Nederland: Provincies · Gemeenten
Achtkarspelen · Ameland · Dantumadeel · De Friese Meren · Harlingen · Heerenveen · Leeuwarden · Noardeast-Fryslân · Ooststellingwerf · Opsterland · Schiermonnikoog · Smallingerland · Súdwest-Fryslân · Terschelling · Tietjerksteradeel · Vlieland ·  Waadhoeke · Weststellingwerf

Steden en dorpen · Voormalige gemeenten · Nederland: Provincies · Gemeenten